# Umbilicaria nylanderiana
Umbilicaria nylanderiana är en lavart som först beskrevs av Alexander Zahlbruckner, och fick sitt nu gällande namn av Hugo Magnusson. Umbilicaria nylanderiana ingår i släktet Umbilicaria och familjen Umbilicariaceae.  Arten är reproducerande i Sverige. Inga underarter finns listade i Catalogue of Life.